# Australodocus
Australodocus („jižní trám“) byl rod velkého sauropodního dinosaura, příbuzný populárním severoamerickým rodům Diplodocus a Apatosaurus. Žil na konci období jury před asi 150 miliony let, na území současné východní Afriky. Formálně byl popsán roku 2007.

## Popis
Při délce kolem 17 metrů dosahoval tento sauropod zhruba čtyřtunové hmotnosti. Podle jiných odhadů byl poněkud větší, dlouhý asi 21 metrů a vážil kolem 10 tun.

## Objev
Fosilie tohoto sauropoda byly objeveny na území dnešní Tanzanie (lokalita Tendaguru) již v roce 1909. Nález sestává ze dvou krčních obratlů, které jsou méně prodloužené než u ostatních diplodocidů a liší se také v dalších anatomických detailech. Tento sauropod sdílel prostředí s obřím rodem Giraffatitan, objeveným rovněž počátkem minulého století německými expedicemi do tehdejší Německé východní Afriky. Také druhové jméno bohetii je poctou tehdejšímu arabskému dohlížiteli nad vykopávkami a vrchnímu preparátorovi expedic, kterým byl Boheti bin Amrani.
Fosilie tohoto a dalších dinosaurů, objevených na lokalitě Tendaguru, byly dobře známé domorodým obyvatelům této oblasti již dlouho před příchodem evropských vědců.